# Italdesign
Italdesign-Giugiaro S.p.A (ou Italdesign) est une entreprise italienne de design automobile fondée en 1968 par le designer Giorgetto Giugiaro.

## Historique
Giorgetto Giugiaro est reconnu pour avoir conçu certaines des voitures les plus vendues au monde. Responsable d'une grande partie du processus créatif, il s'occupe lui-même de l'extérieur des véhicules, laissant à ses salariés le soin de concevoir les aménagements intérieurs et les autres éléments. Il a inauguré l'ère du « papier plié » des années 1970, où les voitures ont adopté des lignes nettes, comme la Lotus Esprit, la VW Golf 1re série, la Hyundai Pony ou la Lancia Delta 1re série. Le fait que la Golf, aujourd'hui dans sa huitième génération, soit plus arrondie que le modèle original, témoigne de l'exactitude des proportions à la fin des années 1960, lorsqu'il a conçu la première Golf. Il en est de même pour la Lancia Delta.
On peut suivre les tendances du design automobile des trois dernières décennies et constater que Giugiaro continue d'être à l'avant-garde. Dès 1979, il lance la tendance des voitures plus hautes, en quête d'un plus grand espace intérieur. Les Fiat Panda et Uno reflètent cette philosophie. Dans ces cas, ItalDesign a collaboré avec succès avec les équipes internes de FIAT.
Le 9 octobre 2010, Lamborghini (qui appartient à Audi, elle-même filiale du Groupe Volkswagen) achète 90,1 % des parts de Italdesign Giugiaro S.p.A.

## Principales réalisations d'Italdesign
- Alfa Romeo 156 Phase III
- Alfa Romeo 159
- Alfa Romeo Alfasud

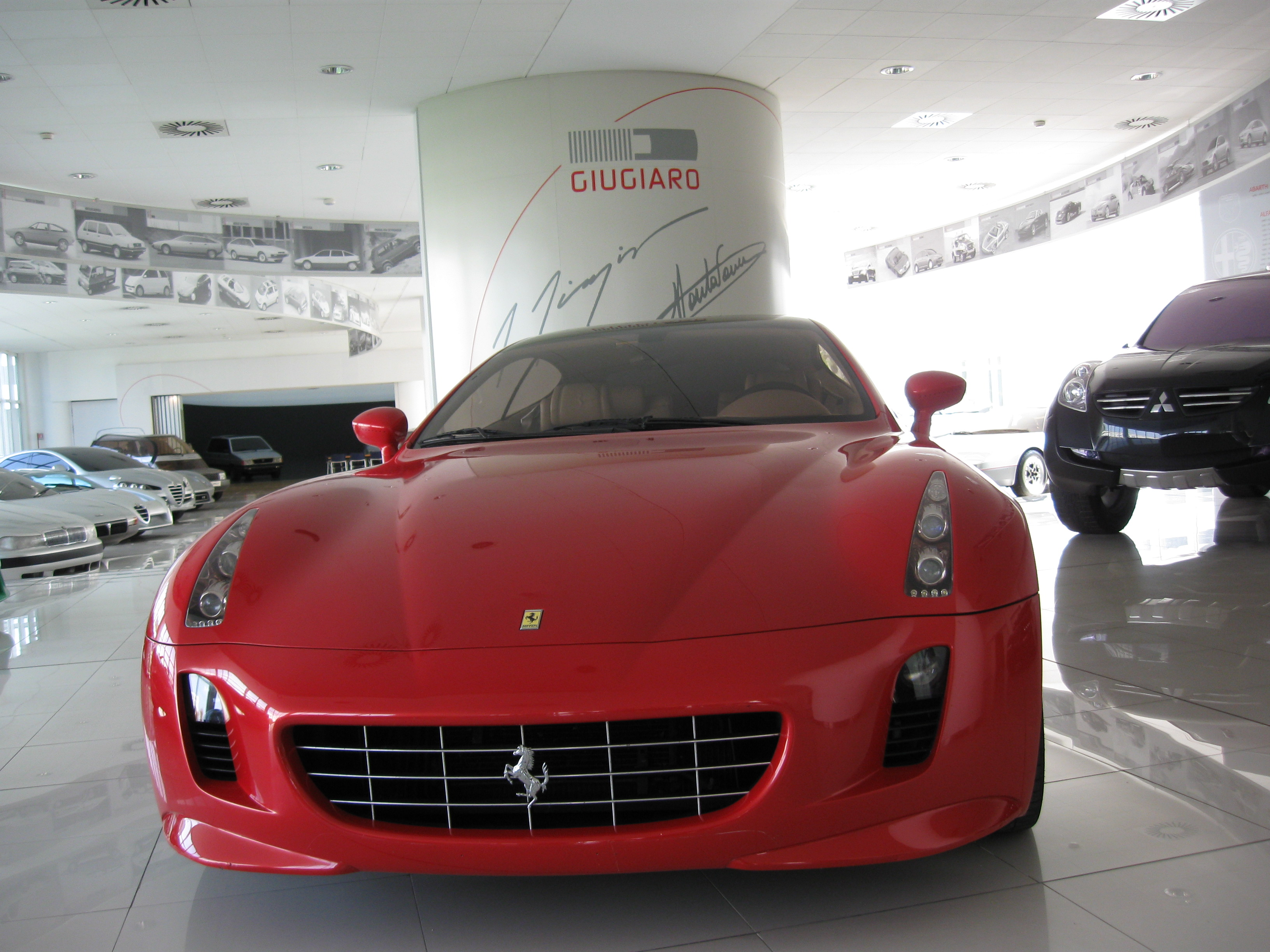
Un concept car Ferrari dans le hall d'exposition d'Italdesign Giugiaro à Moncalieri.

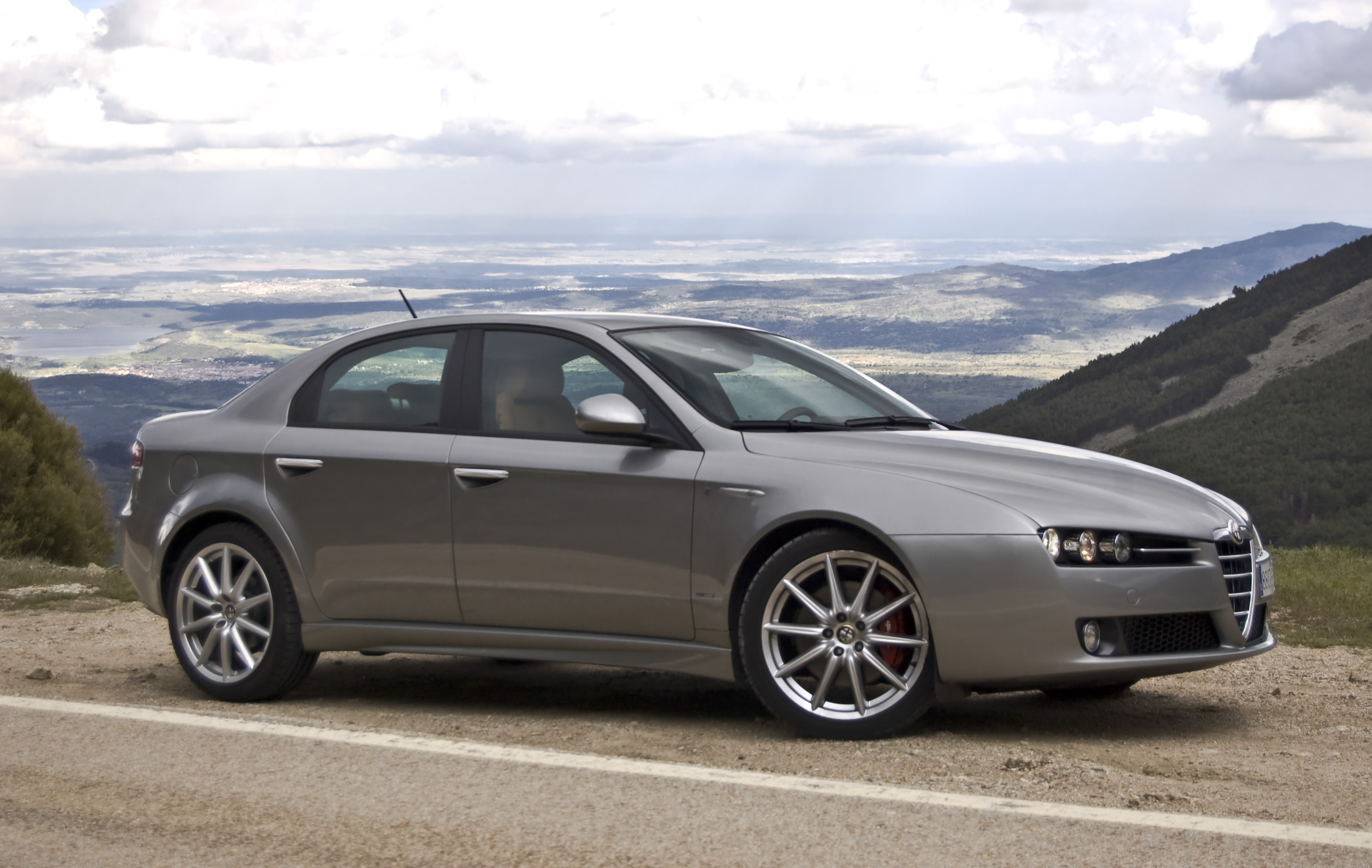
Berline Alfa Romeo 159.

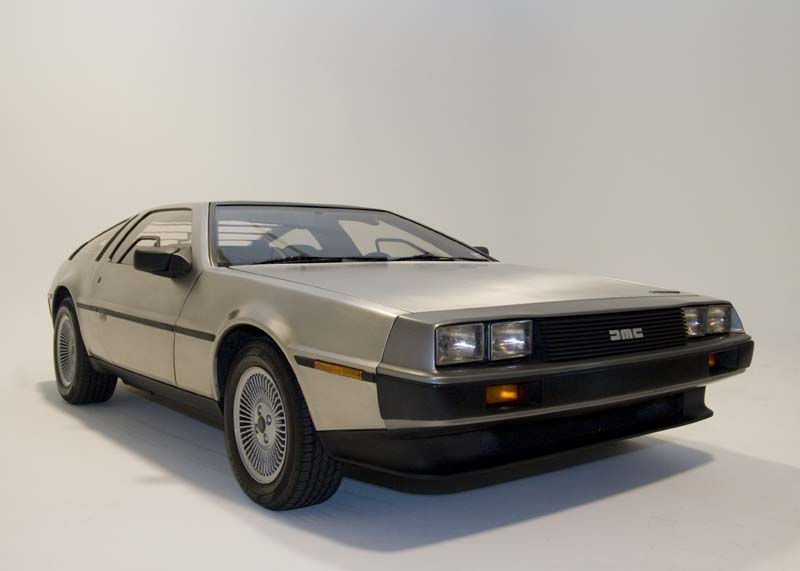
DeLorean DMC-12.

- Italdesign Aztec Convertible - 1988
- BMW Nazca C2
- BMW Nazca C2 Spider
- Brilliance BS6
- Bugatti EB118 Concept
- Bugatti EB218 Concept
- Chevrolet Corvette—2003 Moray Concept
- Citroën C3 Pluriel[1]
- Daewoo Matiz
- Daewoo Lacetti
- Daewoo Lanos
- Daewoo Kalos Dream Concept
- Daewoo Kalos / Chevrolet Aveo, Holden Barina, Pontiac Wave, Suzuki Swift+
- DeLorean DMC-12
- Deus Vayanne (co-développée avec Deus Automobiles et Williams[2])
- Ferrari GG50
- Fiat 850 Sport Coupe
- Fiat Grande Punto
- Fiat Panda - 1980
- Fiat Punto - 1993
- Fiat Sedici
- Fiat Uno - 1982
- Ford Mustang — 1965 by Bertone, Giugiaro 2007
- FSO Polonez - 1978
- Hyundai Pony
- Hyundai Sonata
- Isuzu Piazza
- Lamborghini Calà
- Lancia Delta - 1979
- Lancia Megagamma
- Lotus Esprit - 1972 Concept
- Lotus Etna - 1984 Concept
- Maserati 3200 GT
- Maserati Coupé
- Maserati Quattroporte
- Proton Persona
- Italdesign Quaranta Concept
- Renault 19
- Renault 21
- Alfa Romeo Scighera Concept
- Saab 9000
- SsangYong C200 Concept
- SsangYong Rexton
- Suzuki SX4
- Suzuki X-90
- Subaru SVX
- Seat Ibiza - 1984
- Seat Ibiza II - 1993
- Seat Toledo - 1991
- Toyota Alessandro Volta
- Toyota Aristo / Lexus GS
- Volkswagen Golf
- Volkswagen Scirocco Mk1
- Volkswagen Nardo Concept
- Zastava Florida
- Proton Emas Hybrid Concept
- Italdesign Zerouno - 2017
- Audi Pop.Up Next - 2018
- Italdesign DaVinci - 2019
- Italdesign Voyah i-Land - 2020
- Deus Vayanne - 2022

### Les autres réalisations de Giorgetto Giugiaro
L'astérisque indique un modèle en production en série
- Chez Bertone
  - 1960	
    - Alfa Romeo 2000 Sprint*
    - Ferrari 250 GT SWB Bertone
    - Gordon-Keeble Gordon GT*

  - 1961
    - ASA 1000 GT*
    - Aston Martin DB4 GT Jet
    - BMW 3200 CS*
    - Maserati 5000 GT Bertone

  - 1962
    - Alfa Romeo 2600 Sprint
    - Iso Rivolta 330/340 GT*
    - Simca 1000/1200 S Coupé*

  - 1963
    - Alfa Romeo 2600 HS
    - Alfa Romeo Giulia GT*
    - Chevrolet Corvair Testudo
    - Mazda Luce 1000/1500/1800*

  - 1964

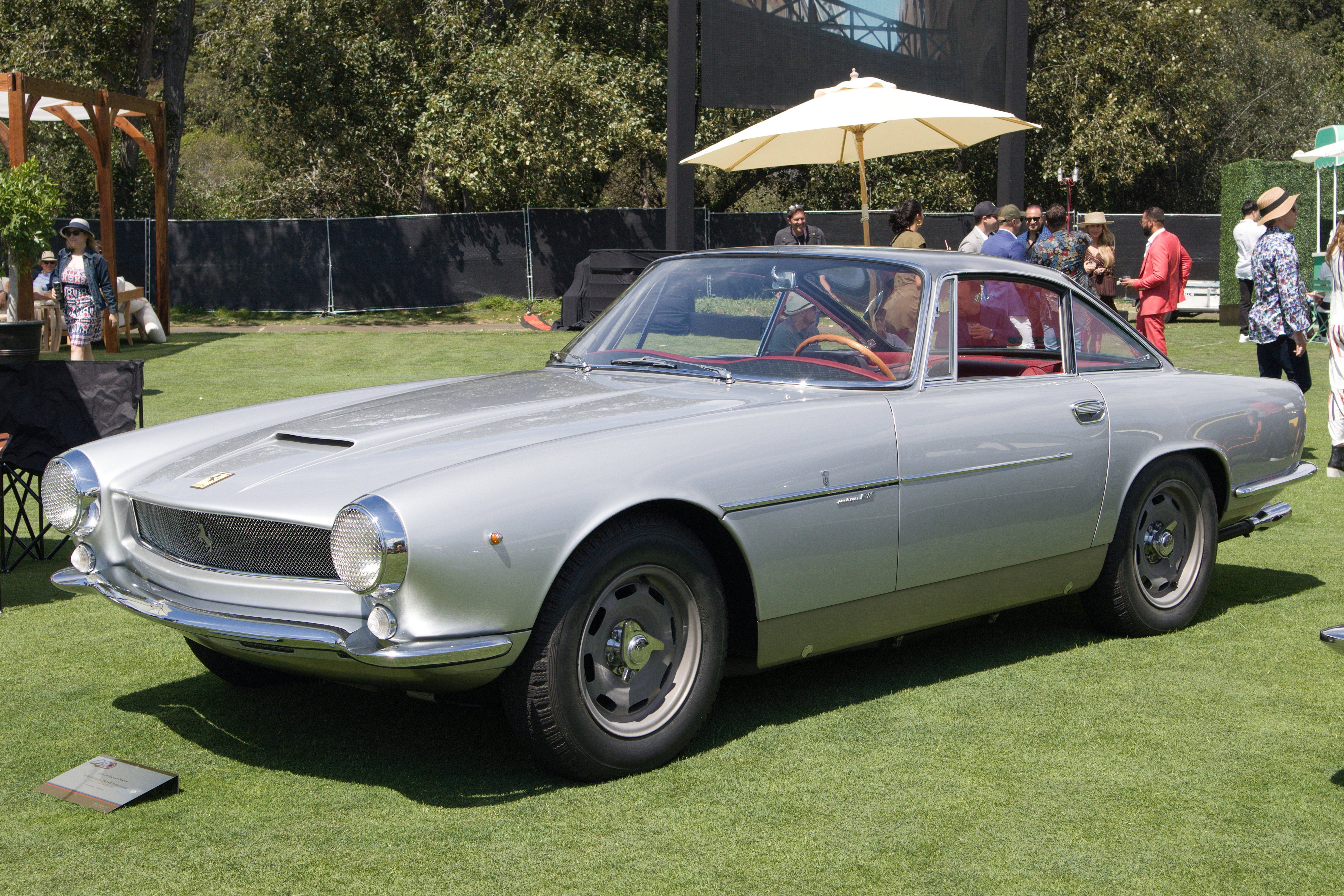
Ferrari 250 SWB Bertone

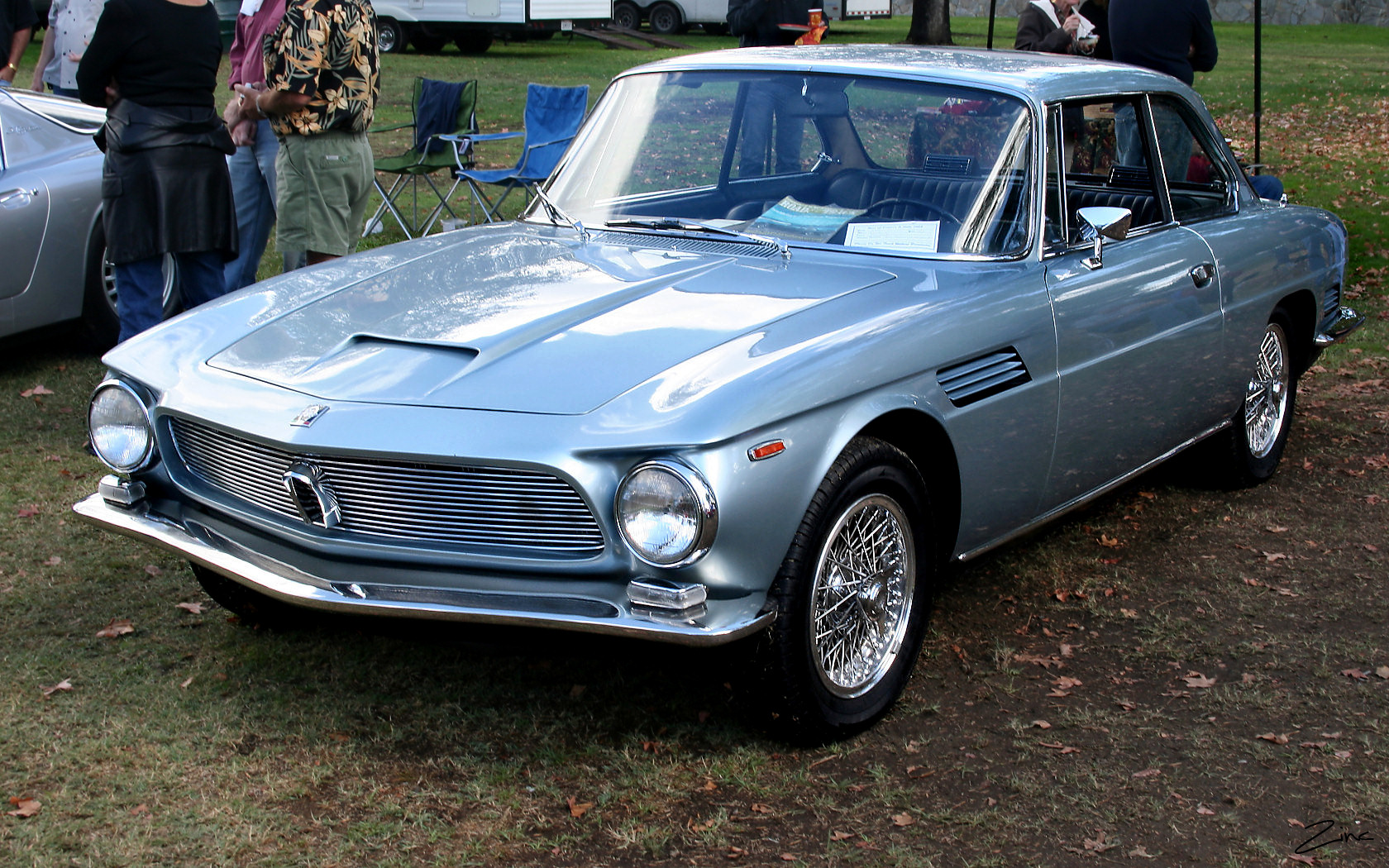
Iso Rivolta 330/340 GT

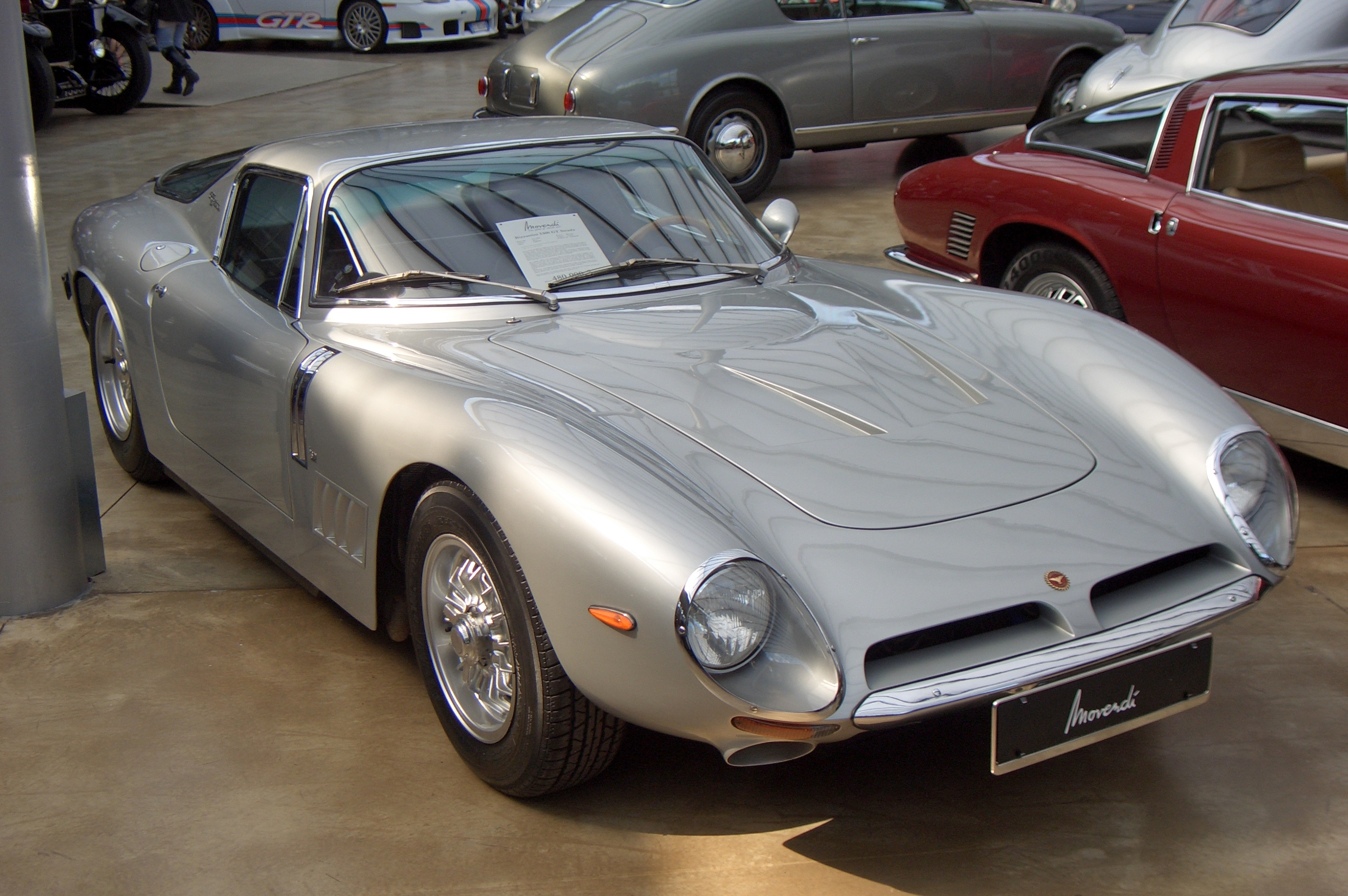
Bizzarrini 5300 GT Strada

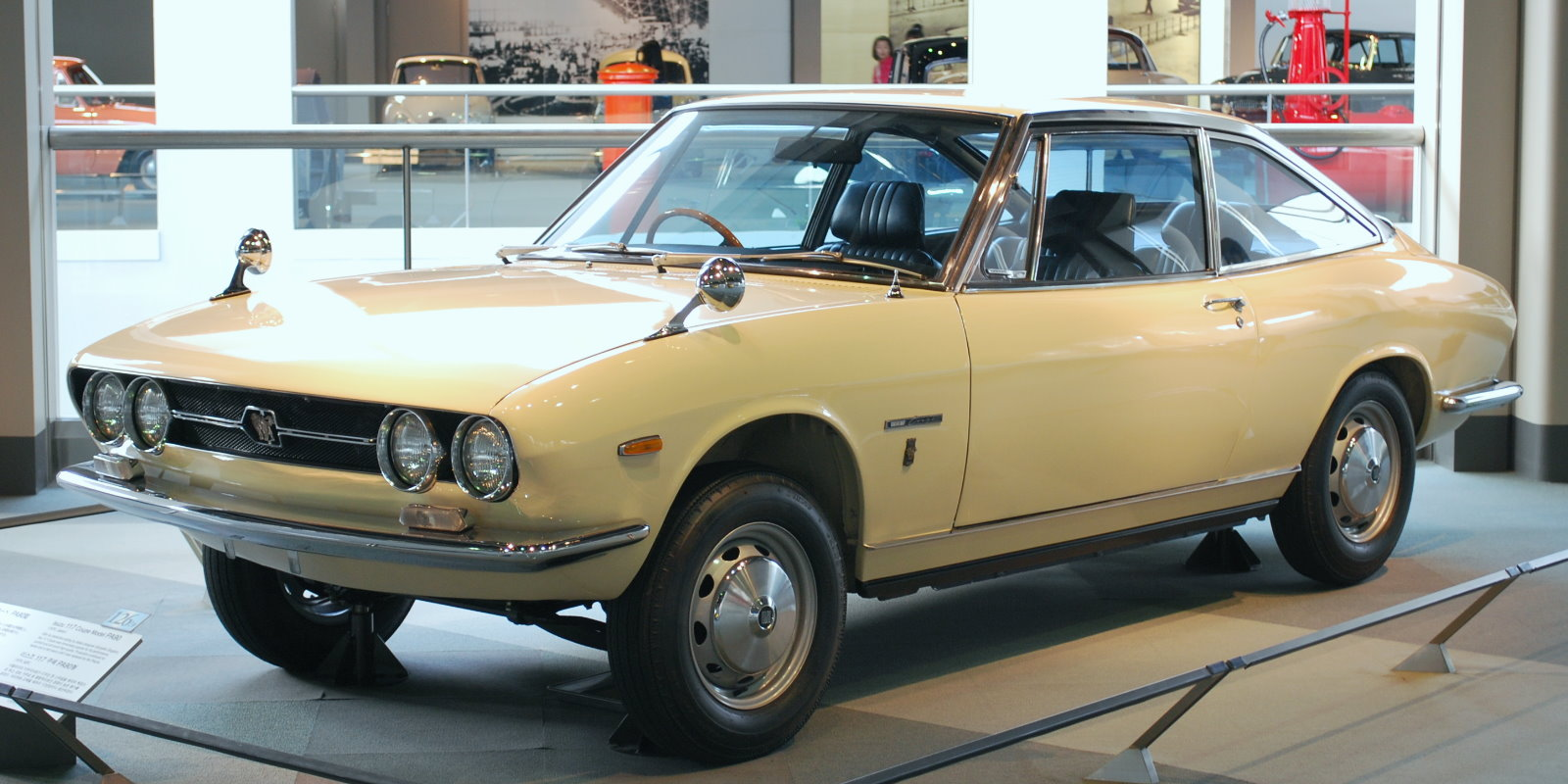
Isuzu 117 Coupé

    - Alfa Romeo Giulia Sport Spéciale
    - ASA 1000 Spider
    - Bizzarrini 5300 GT Strada*
    - Innocenti 186 GT
    - Iso Grifo*

  - 1965
    - Fiat 850 Spider*
    - Fiat Abarth 1000 OTR
    - Ford Mustang Automobile Quarterly
- Chez Ghia
  - 1966
    - Fiat 850 Vanessa
    - Isuzu 117 Coupé*
    - Maserati Ghibli*
    - De Tomaso 2000 Competizione
    - De Tomaso Pampero
    - De Tomaso Mangusta*

  - 1967
    - Fiat Dino*
    - Iso Rivolta S4 Fidia
    - Oldsmobile Tornado Thor
    - Rowan Électrique

  - 1968
    - Maserati Ghibli Spider*
    - De Tomaso Mangusta Spider